# Roybellia platysoma
Roybellia platysoma är en snäckart som först beskrevs av William Henry Sykes 1900.  Roybellia platysoma ingår i släktet Roybellia och familjen Helicarionidae. Inga underarter finns listade i Catalogue of Life.